# Meandro de Montoro
El meandro de Montoro es un espacio natural de gran belleza paisajística que se encuentra situado en el término municipal de Montoro en la provincia de Córdoba (España). Fue declarado monumento natural de Andalucía en 2011.

## Descripción
A su paso por la localidad de Montoro, el río Guadalquivir discurre formando un meandro de curvatura muy acusada, que se encajona en los materiales paleozoicos de las estribaciones de Sierra Morena, lo que representa uno de los mejores ejemplos de meandro epigénico a escala nacional. Este tramo del río forma parte de un Lugar de Importancia Comunitaria (ES6130015 Río Guadalquivir-Tramo Medio) y constituye la entrada por el sur al parque natural de la Sierra de Cardeña y Montoro, encontrándose ubicado en una posición privilegiada, ya que desde el mismo puede divisarse la población de Montoro, declarada Conjunto Histórico Artístico desde 1969.  
Así mismo, la zona del monumento natural cuenta con bienes del patrimonio histórico como el Molino de San Martín, Aceña del Cascajar, Molino de las Monjas, Puente de las Donadas, Molino de las Aceñuelas, Fuente de la Oliva y Molino de la Huerta y Batán del Batanejo. 